# 壊死

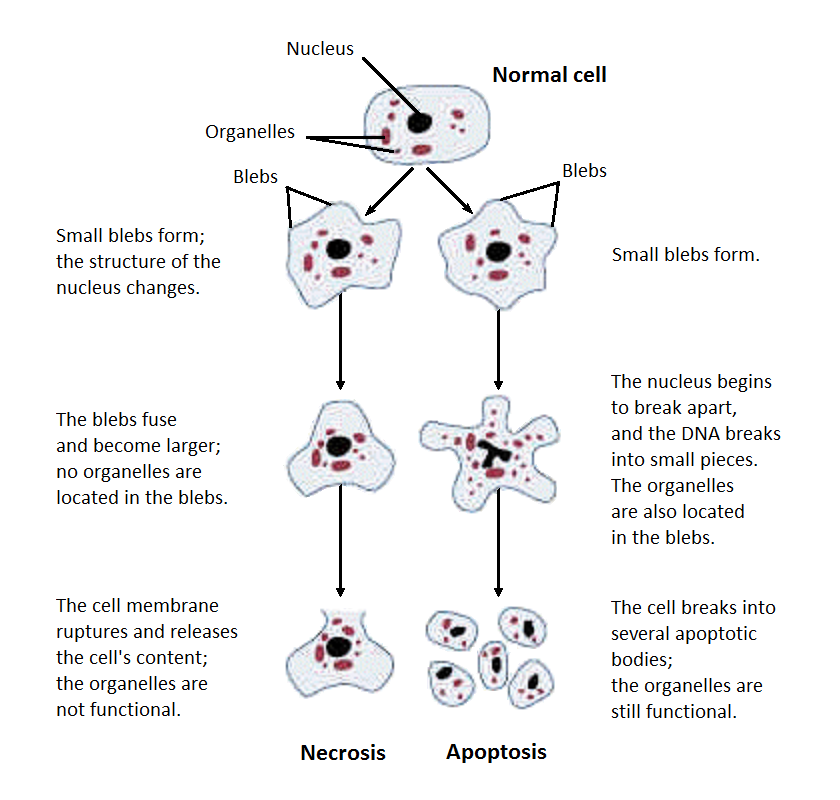
ネクローシスおよびアポトーシスを遂げる細胞の構造変化

壊死（えし）またはネクローシス（英: necrosis、ギリシア語のνέκρωσις〔死〕由来）とは、自己融解によって生物の組織の一部分が死んでいくこと、または死んだ細胞の痕跡のことである。

## 概要
個体の死とは異なり、多細胞生物の体の一部分を構成する細胞だけが死滅する。感染、物理的破壊、化学的損傷、血流の減少などが原因となる。血流の減少によるものを特に梗塞と呼ぶ。細胞の死ではあっても、血球、皮膚、消化管の粘膜上皮のように正常な細胞、組織が次々に補充され機能的な障害、組織学的な異常を残さないものは壊死と呼ばない。
壊死した組織は、生体の免疫系により、最終的には取り除かれ、欠損部分の一部が元の組織が再生したり線維化したりすることで補われる。
壊死した部分は正常に機能しないため、その部分の機能低下がもたらされる。また、消化管や心臓のような管状、袋状の組織が壊死すると穿孔する可能性がある。
特に神経細胞や心筋のように再生しない組織が壊死すると、その部分の機能は失われる。例えば大脳左半球の運動領やその下行路が壊死すると、右の片麻痺（右半身の運動麻痺）が起る。心筋の場合は、ポンプ力が減少し、更に線維化した後にも刺激伝導上の問題が起り、不整脈の原因になることがある。急性期の不整脈を乗り切っても人工ペースメーカーが必要になる可能性がある。
血液の再還流時に壊死した組織から放出される代謝産物が別の障害をもたらす可能性がある（クラッシュ症候群）。

## 分類
不可逆的な細胞損傷とネクローシスの進行を示す構造的特徴には遺伝物質の密な凝集と進行性の崩壊、細胞および細胞小器官の膜の崩壊がある。

### 形態学的様式
ネクローシスには6つの独特の形態学的様式がある。
凝固壊死
凝固壊死は死組織におけるゲル状物質の形成によって特徴付けられる。組織の構造は維持され、光学顕微鏡によって観察できる。凝固はタンパク質変性の結果として起こり、アルブミンを堅固で透明の状態へと変換する。このネクローシスの様式は典型的には梗塞といった低酸素環境で見られる。凝固壊死は主に腎臓、心臓、副腎といった組織で起こる。重篤な虚血はこの種のネクローシスの最も一般的な原因である。
液化壊死
液化壊死は、凝固壊死とは対照的に、粘性の液状槐を形成する死細胞の消化によって特徴付けられる。これは細菌（あるいは時には真菌）感染に特有である。これは菌が炎症反応を刺激するためである。ネクローシス性液状槐は死んだ白血球が存在するためクリーム色をしていることが多く、一般的に膿と呼ばれる。脳における低酸素梗塞はこの種のネクローシスとして現れる。これは脳が結合組織をほとんど含まないが、多量の酵素と脂質を含み、自身の酵素によって容易に消化されうるためである。
壊疽性壊死
壊疽性壊死はミイラ化した組織が似る凝固壊死の一種と見なすことができる。下肢および消化管の虚血に特徴的である。死組織の混合型感染が起こると、次に液化壊死が続いて起こる（湿性壊疽）。
乾酪壊死
乾酪壊死は凝固壊死と液化壊死の組み合わせと考えることができ、典型的にはマイコバクテリア（例えば結核菌）、真菌、外因性物質によって引き起こされる。壊死組織は塊状のチーズのように白色で軟らかく見える。死細胞は崩壊しているが、完全には消化されず、顆粒状粒子が残る。顕微鏡検査は、特徴のある炎症境界内に含まれているアモルファスの顆粒状デブリを示す。肉芽腫がこの特徴を有する 。
脂肪壊死
脂肪壊死は脂肪組織に特化した壊死であり、膵臓といった脂肪組織上の活性化リパーゼの作用によって起こる。膵臓では急性膵炎を引き起こす。この疾患では、膵酵素が腹膜腔へと漏れ出し、脂肪の鹸化によるトリグリセリドエステルの脂肪酸への分解によって膜を液化する。カルシウム、マグネシウム、またはナトリウムがこれらの病変に結合してチョークのような白色の物質を作り出す。カルシウム沈着は顕微鏡的に特徴があり、放射線検査で可視化できる程十分大きいこともある。裸眼では、カルシウム沈着はザラザラした白色の斑点のように見える。
フィブリノイド壊死
フィブリノイド壊死は大抵免疫介在性の血管損傷によって引き起こされる特殊なネクローシス形態である。「免疫複合体」と呼ばれることもあるフィブリンと共に動脈壁内に沈着した抗原と抗体の複合体を特徴とする。

### ネクローシスのその他の臨床的分類
壊疽（深刻な低酸素を受けた下肢に対し、臨床業務で使われる用語）やゴム腫性壊死（スピロヘータ感染による）、出血性壊死（器官または組織の静脈排出路の閉塞による）といった非常に特殊なネクローシス形態もある。
一部のクモ咬傷は壊死を引き起こすことがある。アメリカ合衆国では、ドクイトグモ（イトグモ属）の咬傷のみが確実に壊死へと進行する。その他の国々では、南米のLoxosceles laetaといった同じ属のクモも壊死を引き起こすことが知られている。コマチグモ類やクサチタナグモが壊死性毒液を持っているという主張は実証されていない。
メクラネズミでは、壊死過程が多くの器官で通常使われる秩序立ったアポトーシスの役割を置き換えている。メクラネズミの巣穴では一般的な低酸素条件は大抵細胞のアポトーシスを引き起こす。細胞死の高い傾向への適応において、アポトーシスから細胞を守るためにメクラネズミはがん抑制タンパク質p53の変異を発展させた。ヒトのがん患者は同様の変異を持ち、メクラネズミは細胞がアポトーシスを遂げることができないためがんになりやすいと考えられていた。しかし、一定時間後（ロチェスター大学で行われた研究によれば3日以内に）、メクラネズミの細胞はアポトーシスの抑制によって引き起こされる細胞の過剰増殖に応答してインターフェロンβ（通常はウイルスに対抗するために免疫系が用いる）を放出する。この場合、インターフェロンβは細胞のネクローシスを引き起こし、この機構はメクラネズミ中のがん細胞も殺す。こういったがん抑制機構のため、メクラネズミとその他のメクラネズミ科の種はがんに抵抗性がある。

## 原因
壊死は外部または内部要因によって起こる。
外部要因は物理的損傷、血管への損傷（関連組織への血液供給を混乱させる）、虚血が含まれる。熱的効果（極めて高温または低温）は細胞の破壊によって壊死を引き起こす。
凍傷では結晶が形成され、これが組織と体液の圧力を上昇させることで細胞が破裂する。過酷な条件下では、組織および細胞は無秩序な膜と細胞質の崩壊プロセスによって死ぬ。
壊死を引き起こす内部要因には栄養神経性疾患（神経細胞の損傷と麻痺）がある。膵酵素（リパーゼ）は脂肪壊死の主な原因である。
壊死は補体系、細菌毒素、活性化したナチュラルキラー細胞、腹腔マクロファージといった免疫系の構成要素によって活性化される。免疫学的障壁を持つ細胞（腸粘膜）における病原体誘導型壊死プログラムは炎症によって影響された表面によって病原体の侵入を軽減する。毒素および病原体は壊死を引き起こしうる。ヘビ毒といった毒素は酵素を阻害して細胞死を引き起こす。オオスズメバチ Vespa mandarinia も壊死性の傷の原因となる。
病態はサイトカインの不十分な分泌が特徴である。一酸化窒素（NO）および活性酸素種（ROS）も細胞の強い壊死と関連する。壊死性病態の古典的例の一つは虚血である。虚血は酸素、グルコース、その他の栄養素の急激な枯渇を引き起こし、上皮細胞および周辺組織の非増殖性細胞（ニューロン、心筋細胞、腎細胞等）の大規模な壊死を誘導する。細菌の細胞学的データは、壊死は病的事象の間だけで起こるのではなく、一部の生理学的過程の要素でもあることを示している。
初代T細胞および免疫応答のその他の重要な構成要素の活性化誘導死はカスパーゼ非依存性であり、形態学的には壊死性である。現在の研究者らは、壊死性細胞死の存在は病的過程の間だけでなく、組織再生、胚発生、免疫応答といった正常な過程の間にも起こることを実証している。

## 機序
最近まで壊死は無秩序な過程であると考えられていたが、生物で起こる壊死には2つの大まかな経路が存在する。
一つ目の経路は最初にオンコーシス（細胞の膨張が起こる）を含む。細胞は次にブレブ形成へと進み、ここでは核収縮が起こる。この経路の最終段階において、核は細胞質へと溶解する（核溶解と呼ばれる）。
二つ目の経路は壊死の補助的な形式であり、アポトーシスと出芽の後に起こることが示されている。このアポトーシスの補助的形態で壊死の細胞変化が起こる。核は断片へと崩壊する（核崩壊と呼ばれる）。

### 細胞変化
壊死において核は変化し、この変化の特徴はそのDNAの壊れ方によって決定される。
核溶解
分解によるDNAの喪失によって核のクロマチンが消えていく。
核濃縮
核が収縮し、クロマチンが濃縮する。
核崩壊
収縮した核が断片化して完全に散失する。
細胞膜変化も壊死において見られる。電子顕微鏡で見た時に細胞膜は不連続に見える。この不連続の膜の原因は細胞のブレブ形成と微絨毛の喪失である。

## 症例

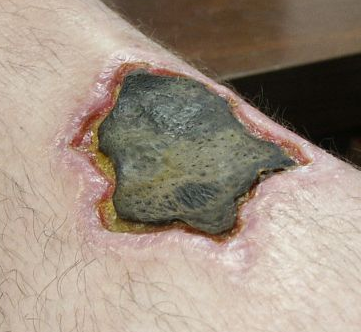

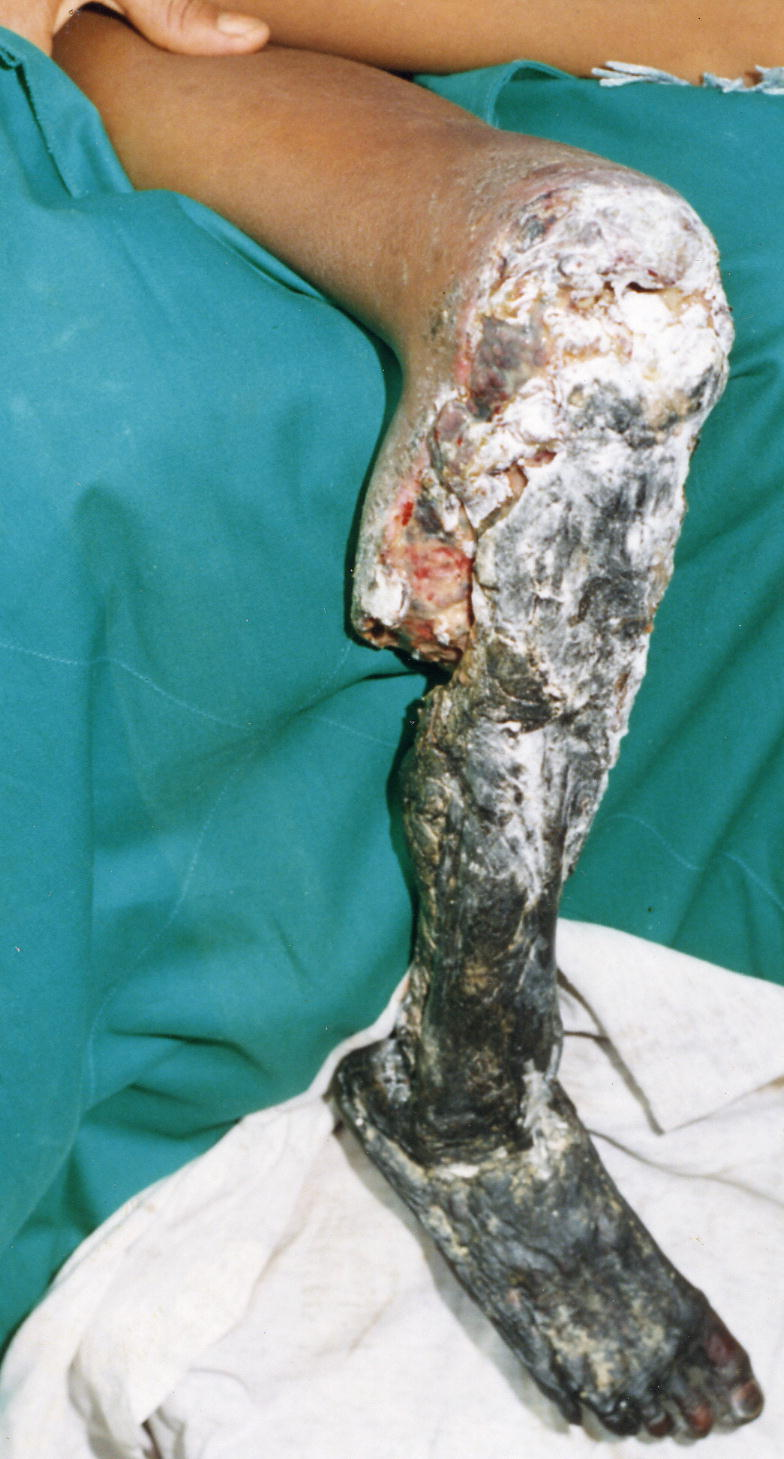

## 細胞壊死
細胞内外の環境の悪化により、偶発的に起こる細胞死を指して細胞壊死またはネクローシスと呼ぶ。管理・調節されたプログラム細胞死 (PCD) であるアポトーシスと対義語的に使われるが、最近の研究で、単に偶発的に起きるのではないネクローシス、すなわちプログラムされたネクローシスがあるのではないかと考えられるようになり、これはネクロトーシスと呼ばれ、PCDの一つとして分類認知されている。
いずれの場合も細胞膜が破綻して内容物が流出し、元の細胞中の消化酵素やサイトカインなどが炎症発生因子となり、周囲細胞に重篤な影響を及ぼしていく。これが組織学な進行性の機能異常を認める壊死の主要因であることが多い。

## 植物の壊死
動物の壊死と同じくウイルス・細菌への感染によって起きる場合があるほか、水分過多、栄養不足などが原因となる。
イネを例にとると、葉の壊死(枯死)の原因としてカビ菌への感染によるいもち病が挙げられる。
水分過多が原因となる例としては根腐れ、栄養不足が原因となる例としては尻腐病が挙げられる。